# Vasksjön, Lappland
Vasksjön är en sjö i Storumans kommun i Lappland och ingår i Umeälvens huvudavrinningsområde. Sjön har en area på 1,08 kvadratkilometer och ligger 731 meter över havet. Sjön avvattnas av vattendraget Stensjöån.

## Delavrinningsområde
Vasksjön ingår i det delavrinningsområde (727799-149620) som SMHI kallar för Utloppet av Vasksjön. Medelhöjden är 921 meter över havet och ytan är 19,48 kvadratkilometer. Det finns inga avrinningsområden uppströms utan avrinningsområdet är högsta punkten. Stensjöån som avvattnar avrinningsområdet har biflödesordning 2, vilket innebär att vattnet flödar genom totalt 2 vattendrag innan det når havet efter 352 kilometer. Avrinningsområdet består mestadels av kalfjäll (78 procent). Avrinningsområdet har 1,12 kvadratkilometer vattenytor vilket ger det en sjöprocent på 5,7 procent.